# حريق مستشفى جازان 2015
حريق مستشفى جازان العام هو حريق وقع في المستشفى العام لمدينة جازان في جنوب المملكة العربية السعودية. وقع الحريق في الساعات الأولى من يوم 24 ديسمبر 2015 وتسبب في وفاة 25 شخص وإصابة 123 آخرين.

## خلفية تاريخية
يُعد مستشفى جازان العام من المستشفيات الحديثة نوعًا ما، حيث لم يتجاوز الستة أعوام منذ افتتاحه. وكان المستشفى قد شهد قضية شهيرة تتمثل بنقل دم ملوث بالإيدز لطفلة عمرها 12 عام. قبل وقوع الحريق بثلاث سنوات حذر الدفاع المدني السعودي صحة جازان من ضعف إجراءات السلامة في مبنى مستشفى جازان العام، وأن المبنى قد تم استلامه استلامًا نهائيًا قبل إيصال المولد الاحتياطي له، كما زود الدفاع المدني صحة جازان بالمخالفات والملاحظات على مبنى البرج الطبي التابع لها، ولكنَّ هذه الملاحظات لم تعالج.

## الحادثة
وقع الحريق في الساعة الثانية صباحًا من يوم 24 ديسمبر 2015، وأوضح الدفاع المدني السعودي أن الحريق اندلع في الدور الأول بقسم العناية المركزة والنساء والولادة والحضانة، وتم اخماد الحريق بعد 5 ساعات من نشوبه، وأُخرج المرضى من المستشفى، وتم تحويلهم إلى مراكز صحية ومستشفيات مجاورة. تتحدث الصحف ووكالات الأنباء عن أن ماسًا كهربائيًا أدى إلى اندلاع الحريق في الدور الأول من المستشفى.
في 29 ديسمبر 2015 اندلع حريق محدود في مطبخ مستشفى جازان العام، وهو المبنى المنفصل الذي لم ينلْهُ حريق البرج السابق، فيما أشارت المعلومات إلى أن الحريق ناجم عن تماس كهربائي، وباشرت الجهات المعنية موقع الحادث دون وقوع ضحايا.

## كارثة عالميَّة
يعتبر الحريق الذي شهده مستشفى جازان العام ثالث أسوأ حريق يضرب مستشفى حول العالم، بسبب عدد الوفيات الذي وقع فيه، والذي سجل 25 حالة، والمصابين والذين تجاوز عددهم 123 إصابة. فيما يُعتبر أسوأ كارثة صحية في المملكة العربية السعودية.

## التحقيق
توصلت اللجنة التي شُكلت للتحقيق في الحادثة أن الحريق كان عرضيًا، ولا يوجد به شبهة جنائية، وأنه كان نتيجة التماس كهربائي بمحيط قسم الحاضنات داخل الدور الأول بالمستشفى، وتبين أيضًا من التحقيق أن العاملين في المستشفى قد تمكنوا من إخلاء جميع المرضى ممن كانوا في الدور الأول الذي يشمل أقسام الحضانة والولادة والنساء والعناية المركزة، إلا أن كثافة الدخان و تصاعده إلى الأدوار العليا قد أدى إلى وقع الوفيات في تلك الأدوار بسبب الاختناق بالدخان، ويعود السبب الرئيس لتصاعد الدخان الذي أدى لوقوع الوفيات إلى وجود أخطاء هندسية في تصميم المبنى وتنفيذه حيث لم توفر قطاعات لعزل الحرائق فوق السقف المستعار والتي كانت ستحول دون انتقال الدخان من منطقة إلى أخرى.
كانت العيوب في مواصفات المواد المستخدمة في سقف المبنى والتي احتوت على مادة الفلين المحشو بين أعصاب السقف الخرساني قد ساعدت على كثافة الدخان، وكذلك فإن رداءة المواد المستخدمة في تمديدات الأوكسجين من أعلى السقف وعدم مطابقتها للمواصفات الصحيحة أدى إلى ذوبانها مما أجج الحريق، كما ساهم عدم ربط نظام الإنذار عن الحريق بنظام التكييف إلى استمرار التكييف في العمل وزيادة انتشار الدخان في المبنى، وتجري مراجعة كل ما يتعلق بإنشاء واستلام المبنى، وستتخذ الإجراءات القانونية الصارمة تجاه كل من كان له دور في سوء التصميم والتنفيذ. وتوصلت التحقيقات إلى أنه لم تكن أي من أبواب الطوارئ مقفلة أو موضوع عليها أية سلاسل، كما تبين عدم وجود ما يعيق الوصول إليها، إلا أنه تبين أيضا وجود خلل في أداء بعض أنظمة وأجهزة السلامة في المستشفى كمضخات الحريق ونظام الإنذار، نتيجة لضعف صيانتها والعناية بها.

## الضحايا
وفق إحصائيات وزارة الصحة السعودية، فأن معظم وفيات حريق مستشفى جازان من الجنسية السعودية، إضافة إلى الجنسية المصرية واليمنية والسورية، وضحايا لم تعرف جنسياتهم.
| الجنسية  | الوفيات |
| -------- | ------- |
| السعودية | 10      |
| مصر      | 3       |
| اليمن    | 3       |
| سوريا    | 1       |
| مجهول    | 8       |
| المجموع  | 25      |

## ردة الفعل
- الجمعية الوطنية لحقوق الإنسان: صرحت الجمعية إنها لاحظت بعد زيارة الموقع والاستقصاء أن من أسباب نشوب الحريق الإهمال والقصور في المراقبة وغياب التنسيق بين الجهات ذات العلاقة بالأمن والسلامة وإغلاق مخارج الطوارئ، وأن الخدمات المقدمة من القطاع الصحي للمواطنين لا تعكس ما يُصرف لهذا القطاع من ميزانيات ضخمة.[11]

## وصلات خارجية
- آثار حريق مستشفى جازان العام - جريدة الرياض (الأخبار المصورة).